# 2 Pułk Dragonów Cesarstwa Austriackiego
Uzasadnienie:  Ten sam oddział wojskowy, dla którego jako cezurę przyjęto przekształcenie Cesarstwa Austriackiego w Monarchię Austro-Węgier
2 Pułk Dragonów Cesarstwa Austriackiego – jeden z austriackich pułków kawalerii okresu Cesarstwa Austriackiego.
Okręg poboru: 1781: Bohemia, 1807: Górna i Dolna Austria.

## Wcześniejsza nomenklatura
- 1769: 39 Pułk Kawalerii
- 1780: 32 Pułk Kawalerii
- 1789: 37 Pułk Kawalerii
- 1798: 7 Pułk Lekkich Dragonów
- 1801: 2 Pułk Dragonów

## Garnizony

### Przed powstaniem Cesarstwa
- 1779: Saaz
- 1787-1788: Wiedeń
- 1790: Mikulibce-Żółkiew
- 1791-1792: Báth
- 1798-1799: Voder-Österreich
- 1801-1804: Horodenka

### Po powstaniu Cesarstwa
- 1804-1805: Horodenka
- 1806: Groß-Kanizsa
- 1807: Wiedeń
- 1805-1809: Keszthely
- 1810: Pécsvár
- 1812-1813: Maria-Theresiopel
- 1814: Werona
- 1815-1817: Ehrstein (Alzacja)